# Nati nel 1952/Giugno
| Questa pagina contiene informazioni ricavate automaticamente dalle voci biografiche con l'ausilio del template Bio e di un bot. L'aggiornamento è periodico e automatico e ricostruisce completamente la pagina. Se manca una persona in questa lista, sei pregato di non aggiungerla, ma accertati piuttosto che la sua voce biografica contenga il template Bio e che i dati anagrafici siano correttamente compilati. Se il template Bio manca, inseriscilo tu stesso o, in alternativa, metti l'avviso {{tmp\|Bio}} che ne segnala la mancanza. Se i dati riportati sono sbagliati, correggi direttamente la voce biografica; le modifiche saranno visibili in questa lista entro pochi giorni. Per chiarimenti vedi il progetto biografie. La lista contiene solo le 271 persone che sono citate nell'enciclopedia e per le quali è stato implementato correttamente il template Bio. Pagina aggiornata al 10 ago 2025. |

- 1º giugno - Giovanni Barbagallo, politico italiano
- 1º giugno - Massimo Cialente, politico italiano
- 1º giugno - Giancarlo Dotto, giornalista e scrittore italiano
- 1º giugno - John Ellis, chitarrista, polistrumentista e compositore britannico
- 1º giugno - Şenol Güneş, allenatore di calcio e ex calciatore turco
- 1º giugno - Michel Kaham, allenatore di calcio e ex calciatore camerunese
- 1º giugno - Anatole Kaletsky, economista e giornalista inglese
- 1º giugno - Mihaela Loghin, ex pesista rumena
- 1º giugno - Graziano Musella, politico italiano
- 1º giugno - Gilberto Sacerdoti, poeta e traduttore italiano
- 1º giugno - Luciano Torani, tecnico del suono e produttore discografico italiano
- 1º giugno - Dennis Van Zant, ex cestista statunitense
- 2 giugno - Gary Bettman, avvocato e dirigente sportivo statunitense
- 2 giugno - Tiziano Cantatore, cantautore e giornalista italiano
- 2 giugno - Dan Cramer, ex cestista statunitense
- 2 giugno - Charlee Jacob, scrittrice statunitense († 2019)
- 2 giugno - Bob Matteson, ex calciatore statunitense
- 2 giugno - Tariel Oniani, mafioso georgiano
- 2 giugno - Benito Floro, allenatore di calcio spagnolo
- 2 giugno - Wayne Talkes, calciatore inglese († 2021)
- 2 giugno - Ouriel Zohar, regista teatrale, drammaturgo e poeta israeliano
- 3 giugno - Rosanna Cancellieri, giornalista e conduttrice televisiva italiana
- 3 giugno - Alan Cooper, informatico e progettista statunitense
- 3 giugno - Sandro Crispino, ex calciatore italiano
- 3 giugno - Dave D'Errico, allenatore di calcio e ex calciatore statunitense
- 3 giugno - Silvana Grasso, scrittrice italiana
- 3 giugno - Dominique Laffin, attrice francese († 1985)
- 3 giugno - Billy Powell, musicista statunitense († 2009)
- 3 giugno - Pietro Rampulla, mafioso italiano
- 3 giugno - David Richards, dirigente sportivo e ex copilota di rally britannico
- 3 giugno - Luigi Rizzi, linguista e glottologo italiano
- 4 giugno - Alfonso Fratteggiani Bianchi, artista italiano
- 4 giugno - David Fricke, critico musicale statunitense
- 4 giugno - Kim Hughes, allenatore di pallacanestro e ex cestista statunitense
- 4 giugno - Bronisław Komorowski, politico polacco
- 4 giugno - Giōrgos Kyrtsos, scrittore e giornalista greco
- 4 giugno - Karl-Heinz Lambertz, politico belga
- 4 giugno - Hana Lišková, ex ginnasta cecoslovacca
- 4 giugno - Dambudzo Marechera, scrittore, drammaturgo e poeta zimbabwese († 1987)
- 4 giugno - Mauro Melotti, dirigente sportivo, allenatore di calcio e ex calciatore italiano
- 4 giugno - Luis Moreno Ocampo, magistrato e avvocato argentino
- 4 giugno - Elena Pricop, ex schermitrice rumena
- 4 giugno - Mariolina Sattanino, giornalista e conduttrice televisiva italiana
- 4 giugno - Kerry Shale, attore e doppiatore canadese
- 4 giugno - Barry Smith, filosofo britannico
- 4 giugno - Parker Stevenson, attore statunitense
- 4 giugno - Adelino Teixeira, allenatore di calcio e ex calciatore portoghese
- 4 giugno - David Vaughn, ex cestista statunitense
- 5 giugno - Umberto Barberis, allenatore di calcio e ex calciatore svizzero
- 5 giugno - Renato Carettoni, allenatore di pallacanestro e cestista svizzero († 2024)
- 5 giugno - Luigi Danova, allenatore di calcio e ex calciatore italiano
- 5 giugno - Dino Frisullo, attivista, politico e giornalista italiano († 2003)
- 5 giugno - Michael Gerard Duca, vescovo cattolico statunitense
- 5 giugno - László Makra, climatologo ungherese
- 5 giugno - Helmuth Markov, politico tedesco
- 5 giugno - Nicko McBrain, batterista britannico
- 5 giugno - Carl St. Clair, direttore d'orchestra statunitense
- 5 giugno - Robert Van Voorst, teologo e biblista statunitense
- 5 giugno - Daniel B. Wallace, biblista statunitense
- 6 giugno - Marsha Blackburn, politica statunitense
- 6 giugno - Anna Buoninsegni, poetessa e scrittrice italiana
- 6 giugno - Deborah Crombie, scrittrice statunitense
- 6 giugno - Pavel Leonidovič Kogan, violinista e direttore d'orchestra russo
- 6 giugno - Guillermo La Rosa, ex calciatore peruviano
- 6 giugno - Didier Migaud, politico e funzionario francese
- 6 giugno - Tibor Molnár, ex calciatore ungherese
- 6 giugno - Moondog Spot, wrestler statunitense († 2003)
- 6 giugno - Hamane Niang, politico e dirigente sportivo maliano
- 6 giugno - Nicolino Selis, criminale italiano († 1981)
- 6 giugno - Ross Stretton, ballerino e direttore artistico australiano († 2005)
- 6 giugno - Yukihiro Takahashi, cantante e musicista giapponese († 2023)
- 6 giugno - Bernd Wehmeyer, ex calciatore tedesco
- 7 giugno - Hubert Auriol, pilota motociclistico e pilota automobilistico francese († 2021)
- 7 giugno - Christine Delmarle, ex cestista francese
- 7 giugno - Dar'ja Doncova, scrittrice e giornalista russa
- 7 giugno - Václav Hudeček, violinista ceco
- 7 giugno - Jesús Martínez, ex calciatore messicano
- 7 giugno - Liam Neeson, attore britannico
- 7 giugno - Orhan Pamuk, scrittore e saggista turco
- 7 giugno - A'Lelia Bundles, scrittrice e giornalista statunitense
- 8 giugno - Debra Clinger, cantante e attrice statunitense
- 8 giugno - Sonia Gigliola Conti, cantante italiana
- 8 giugno - Germán Haller, ex cestista uruguaiano
- 8 giugno - Paul Hildgartner, ex slittinista italiano
- 8 giugno - Pierluigi Petrini, politico italiano
- 8 giugno - Giorgio Rosato, giornalista e scrittore italiano
- 8 giugno - Ken Wallace, ex calciatore inglese
- 9 giugno - Yousaf Raza Gillani, politico pakistano
- 9 giugno - Billy Knight, ex cestista, allenatore di pallacanestro e dirigente sportivo statunitense
- 9 giugno - Helmut Lausen, ex calciatore tedesco
- 9 giugno - Pietro Mancini, giornalista e politico italiano
- 9 giugno - Carlos Perón, musicista svizzero
- 9 giugno - Gerry Polci, cantante, batterista e insegnante statunitense
- 9 giugno - Bruno Rainaldi, designer italiano († 2011)
- 9 giugno - Giosuè Rizzi, mafioso italiano († 2012)
- 9 giugno - Piero Volpi, medico, chirurgo e ex calciatore italiano
- 10 giugno - Kage Baker, autrice di fantascienza statunitense († 2010)
- 10 giugno - Janko Bratanov, ex velocista e ostacolista bulgaro
- 10 giugno - Paul Calderón, attore portoricano
- 10 giugno - Bob Crowley, scenografo e costumista irlandese
- 10 giugno - Antonio Di Bisceglie, politico italiano
- 10 giugno - Ivan Jurkovič, arcivescovo cattolico e diplomatico sloveno
- 10 giugno - António Oliveira, allenatore di calcio e ex calciatore portoghese
- 10 giugno - Sergio Ortone, compositore, chitarrista e cantante italiano
- 10 giugno - Guzal' Sitdykova, politica e scrittrice russa
- 10 giugno - David Riondino, cantautore, attore e regista italiano
- 11 giugno - Vicente Bokalic Iglic, cardinale e arcivescovo cattolico argentino
- 11 giugno - Geraldo Carneiro, musicista, scrittore e sceneggiatore brasiliano
- 11 giugno - Doris Maletzki, ex velocista tedesca
- 11 giugno - Ekaterina Podkopaeva, ex mezzofondista russa
- 11 giugno - Sturla Solhaug, ex calciatore norvegese
- 11 giugno - Anote Tong, politico gilbertese
- 11 giugno - Donnie Van Zant, cantante e chitarrista statunitense
- 12 giugno - Spencer Abraham, politico statunitense
- 12 giugno - Siegfried Brietzke, ex canottiere tedesco
- 12 giugno - Cornelia Hanisch, ex schermitrice tedesca
- 12 giugno - Oliver Knussen, compositore e direttore d'orchestra britannico († 2018)
- 12 giugno - Walter Russell Mead, politologo, saggista e opinionista statunitense
- 12 giugno - Salvatore Melluzzo, ex pugile italiano
- 12 giugno - Glenn Warren Most, filologo classico statunitense
- 12 giugno - Stefano Vella, medico italiano
- 12 giugno - Carlo Emilio di Leiningen, nobile tedesco
- 13 giugno - Lidija Bobrova, regista russa
- 13 giugno - Henri Boério, ex ginnasta francese
- 13 giugno - Jean-Marie Dedecker, politico belga
- 13 giugno - Jonas McCord, produttore cinematografico, regista e sceneggiatore statunitense
- 13 giugno - Angelo Moreschi, vescovo cattolico e missionario italiano († 2020)
- 14 giugno - Renato D'Amore, attore italiano
- 14 giugno - Franco Di Francescantonio, attore e scenografo italiano († 2005)
- 14 giugno - Sabina Fabi, politica italiana
- 14 giugno - Janina Fetlińska, politica polacca († 2010)
- 14 giugno - Eddie Mekka, attore statunitense († 2021)
- 14 giugno - Suzanne Reuter, attrice svedese
- 14 giugno - Ally Robertson, allenatore di calcio e ex calciatore scozzese
- 14 giugno - Alois Schwarz, vescovo cattolico austriaco
- 14 giugno - Pat Summitt, cestista e allenatrice di pallacanestro statunitense († 2016)
- 15 giugno - Lorenzo Alaimo, ex ciclista su strada italiano
- 15 giugno - Dirceu, calciatore brasiliano († 1995)
- 15 giugno - Ramtane Lamamra, diplomatico e politico algerino
- 15 giugno - Anastase Murekezi, politico ruandese
- 15 giugno - Augusto Rocchi, politico e sindacalista italiano
- 15 giugno - John Toll, direttore della fotografia statunitense
- 15 giugno - José Torres Cadena, ex arbitro di calcio colombiano
- 16 giugno - José Enrique Cima, ex ciclista su strada, dirigente sportivo e giornalista spagnolo
- 16 giugno - César Cueto, ex calciatore peruviano
- 16 giugno - Manuela Cupull, ex cestista cubana
- 16 giugno - Jerry Hadley, tenore statunitense († 2007)
- 16 giugno - Giōrgos Papandreou, politico greco
- 16 giugno - Dragan Šakota, ex cestista, allenatore di pallacanestro e dirigente sportivo serbo
- 16 giugno - Al Skinner, ex cestista e allenatore di pallacanestro statunitense
- 16 giugno - Gino Vannelli, cantante e compositore canadese
- 16 giugno - Diego Verdegiglio, attore e saggista italiano
- 16 giugno - Aleksandr Zajcev, ex pattinatore artistico su ghiaccio sovietico
- 17 giugno - Miguel Ángel Ayuso Guixot, cardinale e vescovo cattolico spagnolo († 2024)
- 17 giugno - Mike Cahill, ex tennista statunitense
- 17 giugno - Étienne Chatiliez, regista e sceneggiatore francese
- 17 giugno - Susy De Martini, neurologa e politica italiana
- 17 giugno - Walter Mantegazza, calciatore uruguaiano († 2006)
- 17 giugno - Sergio Marchionne, dirigente d'azienda italiano († 2018)
- 17 giugno - Nikolaus Piper, giornalista tedesco († 2024)
- 17 giugno - Nikos Salingaros, teorico dell'architettura, divulgatore scientifico e matematico greco
- 17 giugno - Daniel Schacter, psicologo statunitense
- 17 giugno - Matteo Thun, architetto e designer italiano
- 18 giugno - Marcella Bella, cantante italiana
- 18 giugno - Baby do Brasil, cantante, compositrice e religiosa brasiliana
- 18 giugno - John Carl Buechler, effettista, regista cinematografico e attore statunitense († 2019)
- 18 giugno - Dominique Chauvelot, ex velocista francese
- 18 giugno - Giuseppe De Carli, giornalista e saggista italiano († 2010)
- 18 giugno - Idriss Déby, generale e politico ciadiano († 2021)
- 18 giugno - Aldo Giannuli, politologo, storico e saggista italiano
- 18 giugno - Carol Kane, attrice statunitense
- 18 giugno - Lee Soo-man, produttore discografico sudcoreano
- 18 giugno - Alcide Molteni, politico italiano
- 18 giugno - Dario Ortolano, politico italiano
- 18 giugno - Per Petterson, scrittore norvegese
- 18 giugno - Isabella Rossellini, attrice e modella italiana
- 18 giugno - Isotta Ingrid Rossellini, critica letteraria e saggista italiana
- 19 giugno - El Canek, wrestler e artista marziale misto messicano
- 19 giugno - Sidsel Endresen, cantante e compositrice norvegese
- 19 giugno - Virginia Hey, attrice e ex modella australiana
- 19 giugno - Jim Johnston, compositore e musicista statunitense
- 19 giugno - Philippe Manoury, compositore e docente francese
- 19 giugno - Des McAnuff, regista e produttore teatrale statunitense
- 19 giugno - Bill Pope, direttore della fotografia statunitense
- 19 giugno - Tuanku Aishah Rohani, sovrana malese
- 20 giugno - Marco Bonino, cantante, compositore e chitarrista italiano
- 20 giugno - Pietro Bruschi, ex canoista italiano
- 20 giugno - Valerio Evangelisti, scrittore, saggista e fumettista italiano († 2022)
- 20 giugno - Marilena Ferrari, imprenditrice italiana († 2012)
- 20 giugno - Giorgio Ficara, saggista e critico letterario italiano
- 20 giugno - John Goodman, attore e doppiatore statunitense
- 20 giugno - Christian Lanta, ex rugbista a 15 e allenatore di rugby a 15 francese
- 20 giugno - Gary Lucas, chitarrista, compositore e produttore discografico statunitense
- 20 giugno - David Norman, paleontologo britannico
- 20 giugno - Rosella Palmini Lattanzi, politica italiana († 2021)
- 20 giugno - Mabel Rivera, attrice spagnola
- 20 giugno - Enrique Rodríguez, rugbista a 15 e allenatore di rugby a 15 argentino
- 20 giugno - Vikram Seth, scrittore e poeta indiano
- 20 giugno - Benny Urquidez, artista marziale e attore statunitense
- 21 giugno - Judith Bingham, compositrice e mezzosoprano britannica
- 21 giugno - Marcella Detroit, cantante e chitarrista statunitense
- 21 giugno - Emanuele Dotto, giornalista, conduttore radiofonico e conduttore televisivo italiano
- 21 giugno - Kōichi Mashimo, regista e animatore giapponese
- 21 giugno - Enrico Norelli, storico delle religioni italiano
- 21 giugno - Gregory David Roberts, scrittore australiano
- 21 giugno - Karen Brucene Smith, modella statunitense
- 22 giugno - Roger Bootle, economista britannico
- 22 giugno - Franco Cucinotta, ex calciatore italiano
- 22 giugno - Graham Greene, attore canadese
- 22 giugno - Franco Morgia, compositore e cantautore italiano
- 22 giugno - Ohad Naharin, ballerino e coreografo israeliano
- 22 giugno - Jimmy Woudstra, ex cestista olandese
- 23 giugno - Raj Babbar, attore indiano
- 23 giugno - Earl Brown, ex cestista statunitense
- 23 giugno - Ferdinando Bruni, attore teatrale, regista teatrale e drammaturgo italiano
- 23 giugno - Alessandro Centofanti, tastierista e pianista italiano († 2014)
- 23 giugno - Roberto Dal Prà, fumettista italiano
- 23 giugno - Anthony Jackson, bassista e contrabbassista statunitense
- 23 giugno - Marv Kellum, giocatore di football americano statunitense († 2023)
- 23 giugno - Armen Sarkissian, politico e ambasciatore armeno
- 24 giugno - Jacques Benoit-Gonnin, vescovo cattolico francese
- 24 giugno - Lorna Forde, ex atleta barbadiana
- 24 giugno - Lillo Gullo, poeta, aforista e giornalista italiano
- 24 giugno - Dave Lapham, ex giocatore di football americano statunitense
- 24 giugno - Aida Rienzi, calciatrice e dirigente sportiva italiana († 2012)
- 24 giugno - Dave Willetts, cantante e attore teatrale britannico
- 25 giugno - Alan D. Altieri, scrittore, traduttore e sceneggiatore italiano († 2017)
- 25 giugno - Paola Cardia, ex calciatrice italiana
- 25 giugno - Péter Erdő, cardinale e arcivescovo cattolico ungherese
- 25 giugno - Tim Finn, cantante e chitarrista neozelandese
- 25 giugno - Silvio Fraquelli, ex astista italiano
- 25 giugno - Leonard Lance, politico statunitense
- 25 giugno - Nugzari Mshvenieradze, ex pallanuotista sovietico
- 25 giugno - Al Parker, attore pornografico statunitense († 1992)
- 25 giugno - Jari Puikkonen, ex saltatore con gli sci finlandese
- 25 giugno - Miguel Sousa Tavares, scrittore e giornalista portoghese
- 25 giugno - Klaus Teuber, autore di giochi tedesco († 2023)
- 25 giugno - Radka Toneff, cantautrice e compositrice norvegese († 1982)
- 25 giugno - Ferdi Van Den Haute, ex ciclista su strada e pistard belga
- 26 giugno - Gaetano Curreri, cantautore, tastierista e compositore italiano
- 26 giugno - Enrico Ghezzi, critico cinematografico, scrittore e autore televisivo italiano
- 26 giugno - Ko Yong-hui, ballerina nordcoreana († 2004)
- 26 giugno - Simon Mann, mercenario e militare britannico († 2025)
- 26 giugno - Michele McDonald, modella statunitense († 2020)
- 26 giugno - Gordon McQueen, calciatore e allenatore di calcio scozzese († 2023)
- 26 giugno - William A. Pailes, ex astronauta statunitense
- 27 giugno - Mars Di Bartolomeo, politico lussemburghese
- 27 giugno - Bogusław Linda, attore polacco
- 27 giugno - Vladimír Malý, ex altista cecoslovacco
- 27 giugno - Angelė Rupšienė, ex cestista sovietica
- 27 giugno - Paolo Virno, filosofo e semiologo italiano
- 27 giugno - Paul Wellens, ex ciclista su strada belga
- 28 giugno - Tomás Boy, calciatore e allenatore di calcio messicano († 2022)
- 28 giugno - Gianfranco Giagni, regista e sceneggiatore italiano
- 28 giugno - John Patrick Lowrie, doppiatore statunitense
- 28 giugno - Pietro Mennea, velocista e politico italiano († 2013)
- 28 giugno - Alan Pasqua, musicista, compositore e insegnante statunitense
- 28 giugno - Luigi Podestà, ex calciatore italiano
- 28 giugno - Jean-Christophe Rufin, medico e scrittore francese
- 29 giugno - Piero Gemelli, fotografo italiano
- 29 giugno - Breece D'J Pancake, scrittore statunitense († 1979)
- 29 giugno - Don Carlos, cantante giamaicano
- 30 giugno - Robert Bellin, scacchista britannico
- 30 giugno - Alan Brooke, III visconte Brookeborough, nobile, politico e militare britannico
- 30 giugno - David Garrison, attore statunitense
- 30 giugno - Mircea Grosaru, politico rumeno († 2014)
- 30 giugno - Stein Olav Hestad, ex calciatore norvegese
- 30 giugno - Laurent Joffrin, giornalista e politico francese
- 30 giugno - Terry Lees, ex calciatore inglese
- 30 giugno - Giulio Peranzoni, illustratore italiano
- 30 giugno - Patrick Pinney, attore e doppiatore statunitense